# Yes, mama ok?
yes, mama ok?（イエス ママ オーケー？）は日本のロックバンド。

## メンバー
- 金剛地武志：作詞、作曲、アレンジ、演奏、ボーカル、ミックス等の音楽面全般を主に担当。
- 高橋晃：ジャケットデザイン等のビジュアル面を主に担当。曲によって演奏にも参加する(sax.等)。現在はデザイン会社を経営している。
- 仲澤真萠：ボーカル。「Q&A 65000」をもって脱退。

## エピソード
- LD&K Recordsはもともとyes, mama ok?の音源リリースのために設立されたレーベルであり、金剛地はレーベルの名付け親でもある。[1]

## ディスコグラフィ

### シングル
- 「コーヒーカップでランデブーって最高よ」（1995年4月21日 3-LDKCD、COCA-13118）
- 「Tea Party」（1995年6月 6-LDKCD、COCA-13119）
- 「砂のプリン」（1995年8月28日 7-LDKCD、COCA-13120）
- 「砂のプリン」（1995年10月 13-LDKEP）※7インチ
- 「Farewell Gritty Pudding」（1995年10月 14-LDKEP）※7インチ
- 「Wild Turkey」（1998年12月 EQCD-001）
- 「O.S.T.e.p.」（2000年3月 HREP-001）※Qypthoneとのスプリットシングル、7インチ

### オリジナル・アルバム
- 「Modern Living」（1996年1月20日 COCA-13051、COR-13051）
- 「Perfect Young Ladies」（1996年9月21日 COCA-13708、COR-13708）
- 「Q&A 65000」（1997年3月20日 COCA-13939、COR-13939）
- 「CEO」（2000年8月23日 EQTR-2002）
- 「CEO -10th Anniversary Deluxe Edition-」（2010年10月30日 FJSP-99）

長年廃盤・入手困難な状態にあった「CEO」に、未発表ライブ音源、復活ライブで披露された新曲のデモバージョンなどを収録した二枚組。Disc1には、オリジナル盤と同様の12曲に、エンハンスドCDで「sun oil」のPVが収録される。Disc2には、シングル「wild turkey」や、コンピレーションアルバムに収録されていた楽曲、アウトテイク、未発表のライブテイク、2010年8月6日の復活ライブにて披露された新曲「like a rolling stone」のデモバージョンなど、計21曲を収録。

### ベスト・アルバム
- 「Incomplete Questions」（2008年9月26日）

LDK〜コロムビア時代の『コーヒーカップでランデヴーって最高よ』『tea party』『砂のプリン』『modern living』『Perfect Young Ladies』『Q&A 65000』の全曲を収録した3枚組ボックス。特典として「コーヒーカップでランデブーって最高よ」「Perfect Young Lady」のPVをエンハンストで収録。
- 「GREATEST HITS」（2015年4月22日）

### トリビュート・アルバム
- 「tribute to yes,mama ok?」（2006年4月20日）

### コンピレーション・アルバム
- 「the Sound of Tower」（1996年3月 TOCT-9341）※11曲目「去年の今日も -タワーのクリスマス-」
- 「Anthology 30 (at living room)」（1997年3月 30-LDKCD）
- 「Anthology 31 (at dining room)」（1997年3月 31-LDKCD）
- 「Anthology 32 (at kitchen)」（1997年3月 32-LDKCD）
- 「トッドは真実のスーパースター」（1997年6月18日 PCCA-1113）※4曲目「I saw the light」
- 「NISSAN CM SPECIAL!!」（1998年4月 35-LDKCD）※2曲目「トレイル・ランナー カッコいい！」yes, mama ok? feat. 片岡知子（インスタントシトロン）
- 「9 Pieces of BROWNIE」（1999年3月17日 PHCL-13）※4曲目「Hurry up!」
- 「Smash water people, ok?」（2000年1月 COAR-0003）※1曲目「問と解」
- 「a breach of etiquette vol.1」（2000年8月 EQTR-2001）※1曲目「Breaches of Etiquette」、10曲目「Steeplechase」
- 「J-WAVE DX presents SUPER NOVA」（2000年11月）※14曲目「wild turkey」
- 「Beauty J-POP -Columbia edition-」（2005年12月21日 SSK-6）※12曲目「three-week-old love sick puppy (unplugged)」

## タイアップ一覧
| 年     | 曲名                            | タイアップ                       |
| ------ | ------------------------------- | -------------------------------- |
| 1998年 | トレイル・ランナー カッコいい！ | NISSAN「コンセプトカー」CMソング |